# Psychobilly

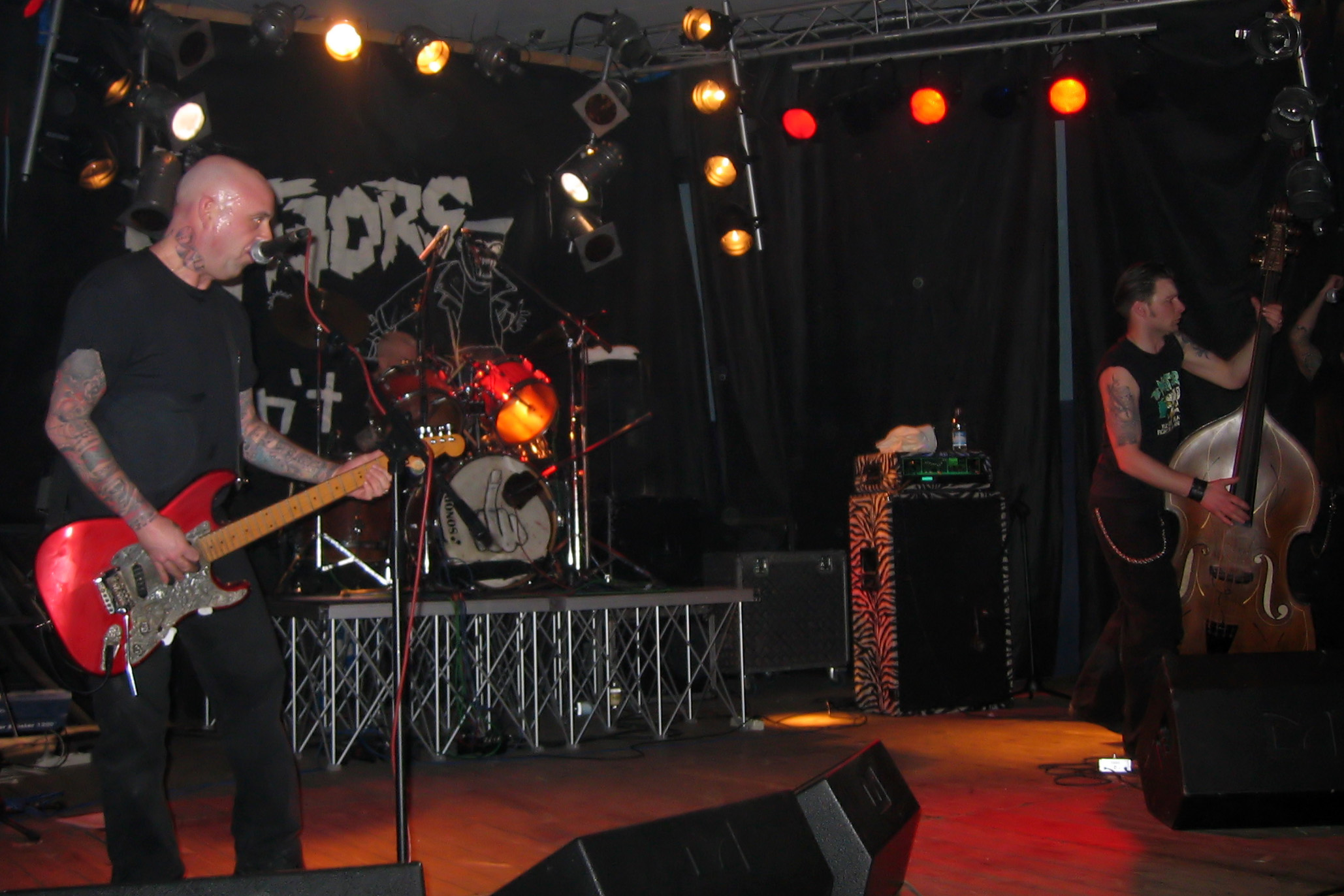
The Meteors werden als erste Band dieser Musikrichtung bezeichnet

Psychobilly ist eine Musikrichtung, die zu Beginn der 1980er Jahre in England als Reaktion auf die Rockabilly-Welle entstand. Psychobilly vermischt dabei Rhythmik und Melodik des Rockabilly mit der Aggressivität und Energie der Punkmusik. Besonderen Einfluss auf diesen Musikstil hatten zu Beginn der 1980er Jahre neben den als Begründer des Genres angesehenen The Meteors auch Bands wie The Cramps, Polecats, Blue Cats, Stray Cats, The Deltas, Restless, The Ricochets.

## Beschreibung
Das Wort Psychobilly wurde erstmals in dem von Wayne Kemp geschriebenem Johnny-Cash-Song One Piece at a Time genannt. In dem Lied wird ein Automobil aus im Laufe der Zeit in der Fabrik gestohlenen und ursprünglich nicht zusammengehörigen Einzelteilen zusammengebaut und „Psychobilly-Cadillac“ genannt.
Die Nutzung des Wortes Psycho zeigt auch, woher die meisten Psychobilly-Bands ihre Inspirationen erhalten: Horrorfilme, B-Movies, Geschichten über Psychopathen und Monster.
Psychobilly wird klassischerweise mit Gitarre, Kontrabass mit Slap-Technik oder E-Bass und Schlagzeug gespielt. Variationen mit Saxophon und/oder Klavier/Orgel sind durchaus üblich.

## Geschichte 1980er

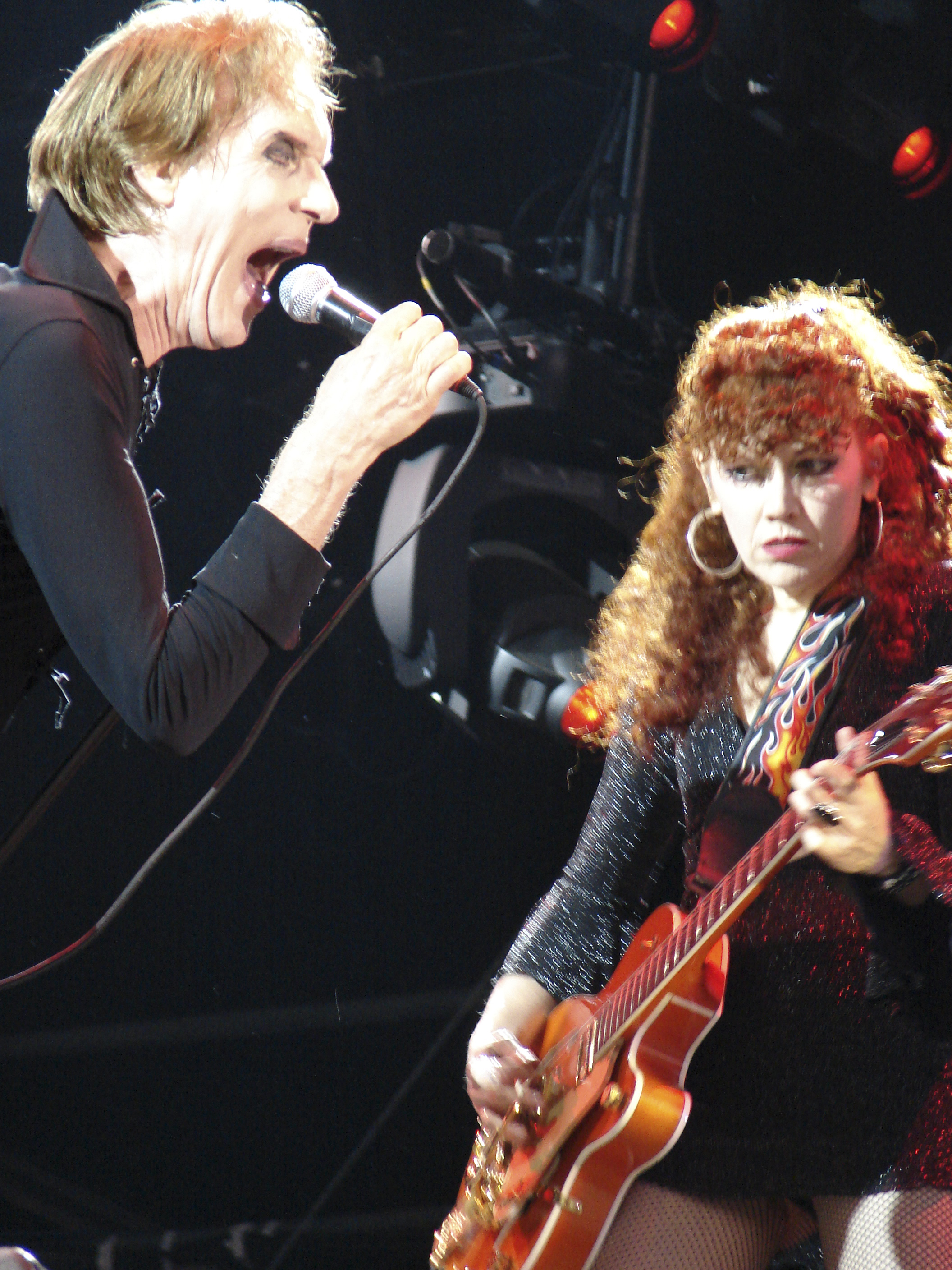
The Cramps haben die Musikrichtung nachhaltig beeinflusst

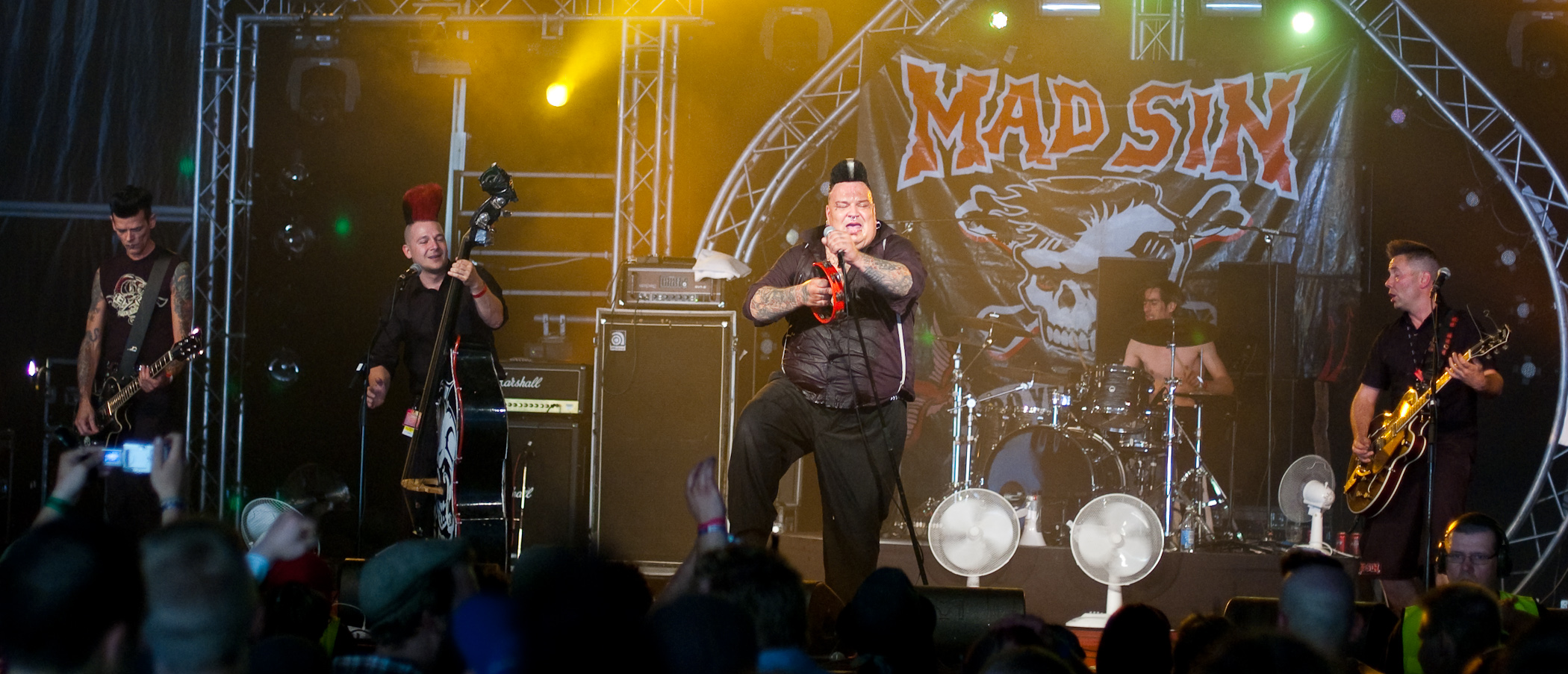
Mad Sin haben als deutsche Band Maßstäbe gesetzt

Als Begründer des Psychobilly, wie er sich dann im Laufe der nächsten Jahre durchsetzte, gilt die Band The Meteors, die weitere Bands inspirierten. Zu Beginn wurden die meisten Psychobilly-Bands auf dem englischen Musiklabel Nervous Records veröffentlicht.
Weitere Bands der ersten Psychobilly-Welle:
- Batmobile
- The Swamp Dogs (erste deutsche Psychobilly-Band; 1982 gegründet)
- Frantic Flintstones
- The Tall Boys/The Escalators (frühe Abspaltung von The Meteors)
- The Ricochets
- King Kurt
- Guana Batz
- Demented Are Go
- Restless
- The Rapids
- The Rattlers
- The Coffin Nails
- Frenzy
- Long Tall Texans
- The Krewmen
- The P.O.X. (Psychobilly Orchestra X, D)
- The Sharks
- Sting-Rays
- Mad Sin

Neben diesen Psychobilly-Bands (wobei viele davon sich nicht als Psychobilly-Band sahen, sondern eher als Neo-Rockabilly-Band, ein Begriff der sehr eng mit Psychobilly vernetzt ist und stellenweise sogar synonym genutzt wird) gab es auch eine ganze Menge anderer Bands, vor allem aus der damals in Großbritannien sehr aktiven Garage-Punk-Szene. Diese spielten immer wieder mit Psychobilly-Bands zusammen und erhielten vom damaligen Psychobilly-Publikum auch sehr viel Zuspruch. Einige davon waren:
- Thee Milkshakes
- The Vibes

Es gab auch schon erste Anzeichen einer Psychobilly-Subkultur auf dem Festland, überwiegend in Holland, Belgien, Frankreich, Deutschland und der Schweiz. Einige der ersten Bands, die hier in Erscheinung traten, waren z. B.:
- Batmobile (NL)
- The P.O.X. (Psychobilly Orchestra X, D)
- The Voodoo Dolls (S)
- Les Wampas (F)
- Sunny Domestozs (D)
- The Dead (CH)

Auch auf dem Festland gab es Bands aus angrenzenden Randbereichen, die aufgrund identischer musikalischer Wurzeln und ihres Auftretens zum Grenzbereich der damaligen Psychobilly-Szene gezählt wurden, wie beispielsweise:
- The Raymen (D), die damals eher einen düsteren Country-Trash-Rockabilly mit vielen Cramps-Einflüssen spielten und
- The Waltons (D), mit ihrem wilden und fröhlichen Cow-Punk und Live-Auftritten, die immer sehr viel Party-Charakter hatten.

## Identifikation

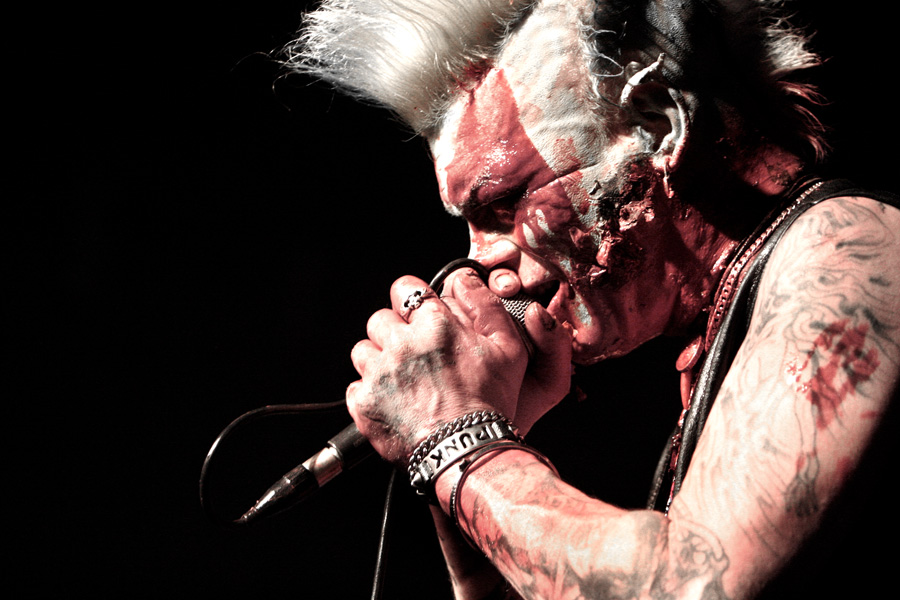
Sparky von Demented Are Go

Es entstand eine Jugend- oder Subkultur, die sich durch folgende Punkte identifizierte:
- mehr oder weniger einheitliches Outfit, auffallend vor allem die Frisur, Flattop oder nur Flat genannt. Hierbei sind die Haare an den Seiten und zumeist auch am Hinterkopf abrasiert. Die Haare auf dem Oberkopf sind von hinten nach vorne flach ansteigend geschnitten. Wenn sie hochgestellt werden (top), bilden sie eine von der Stirn zum Hinterkopf abfallende Ebene (flat). Sie werden unter Einsatz von Haarspray und Haarwachs bewusst zu einer großen Tolle oder nach oben und vorne gestylt. Die Kleidung ähnelt meist einer Mischung aus den Kleidungsstilen von Punks (Nietengürtel, Lederjacke mit Nieten und Schriftzügen), Teddyboys (Creeper-Schuhe, Drape-Jacke, Fellapplikationen), Rockern (Jeans- oder Lederweste, Lederhose, Bikerstiefel), sowie Mods (Harringtonjacke, Donkey Jacket) und Skinheads (mit Chlorreinigern gebleichte Hose, Bomberjacke, DocMartens-Stiefel, Fred-Perry-Hemd).
- Symbolik, sehr beliebt ist der Kontrabass, der in allen möglichen Formen und Zusammenhängen (Plakate, Websites, T-Shirts, Plattencover) immer wieder auftaucht. Ansonsten allgemein eine Mischung aus der Symbolik des Okkulten/Horror (Totenschädel, Knochen, Särge, Kreuze, …) und des 50er Rock ’n’ Roll (Würfel, Pin-Ups, Flammen, Billardkugel (8-Ball), Hot-Rods, …).[4]
- Freizeitverhalten, Konzert- und Festivalbesuche, wobei es nicht ungewöhnlich ist, dass französische Anhänger dieser Jugendkultur auf einem Festival in Dresden angetroffen werden oder dänische Anhänger in Bayern. Auf diesen Konzerten wird üblicherweise sehr viel Alkohol konsumiert und es wird eine Form des Pogo getanzt, das sogenannte „Wrecken“, (manchmal auch mit von der Bühne in die Moshpit bzw. Wreckingpit herabgeworfenem Mehl, das an den verschwitzten Körpern der Tanzenden kleben bleibt).
- Vorlieben für bestimmte Medienformen wie B-Movies, Horrorfilme und -bücher, Comics.[5]
- Die Musik als Hauptmerkmal.
- Die Subkultur ist traditionell „unpolitisch“ und verwahrt sich gegen Vereinnahmung durch politische Gruppen. Die Anhänger dieser Subkultur nennen sich selbst Psychobillys oder kurz Psychos.[6]

## Geschichte 1990er

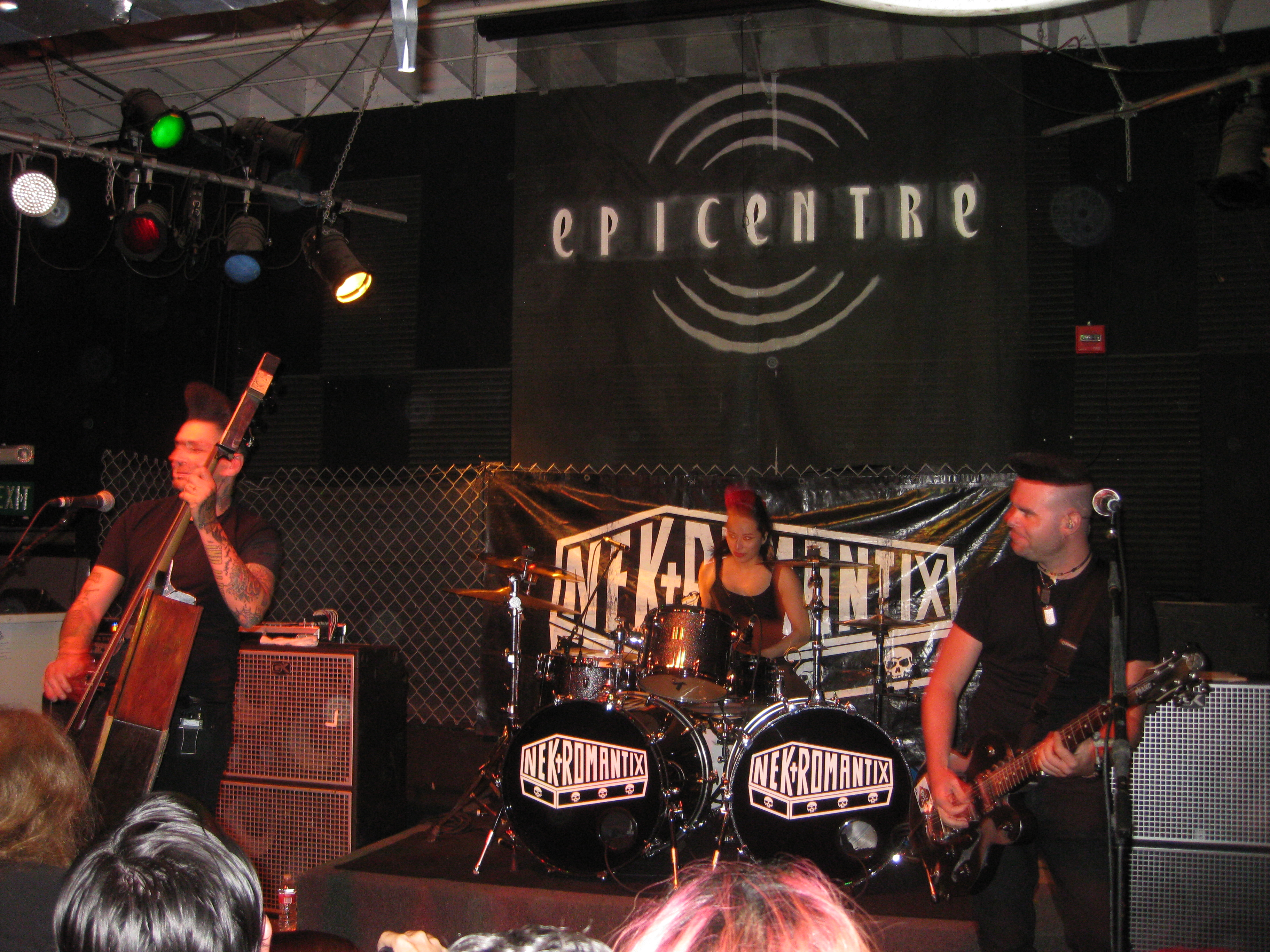
Nekromantix auf einem Konzert 2011

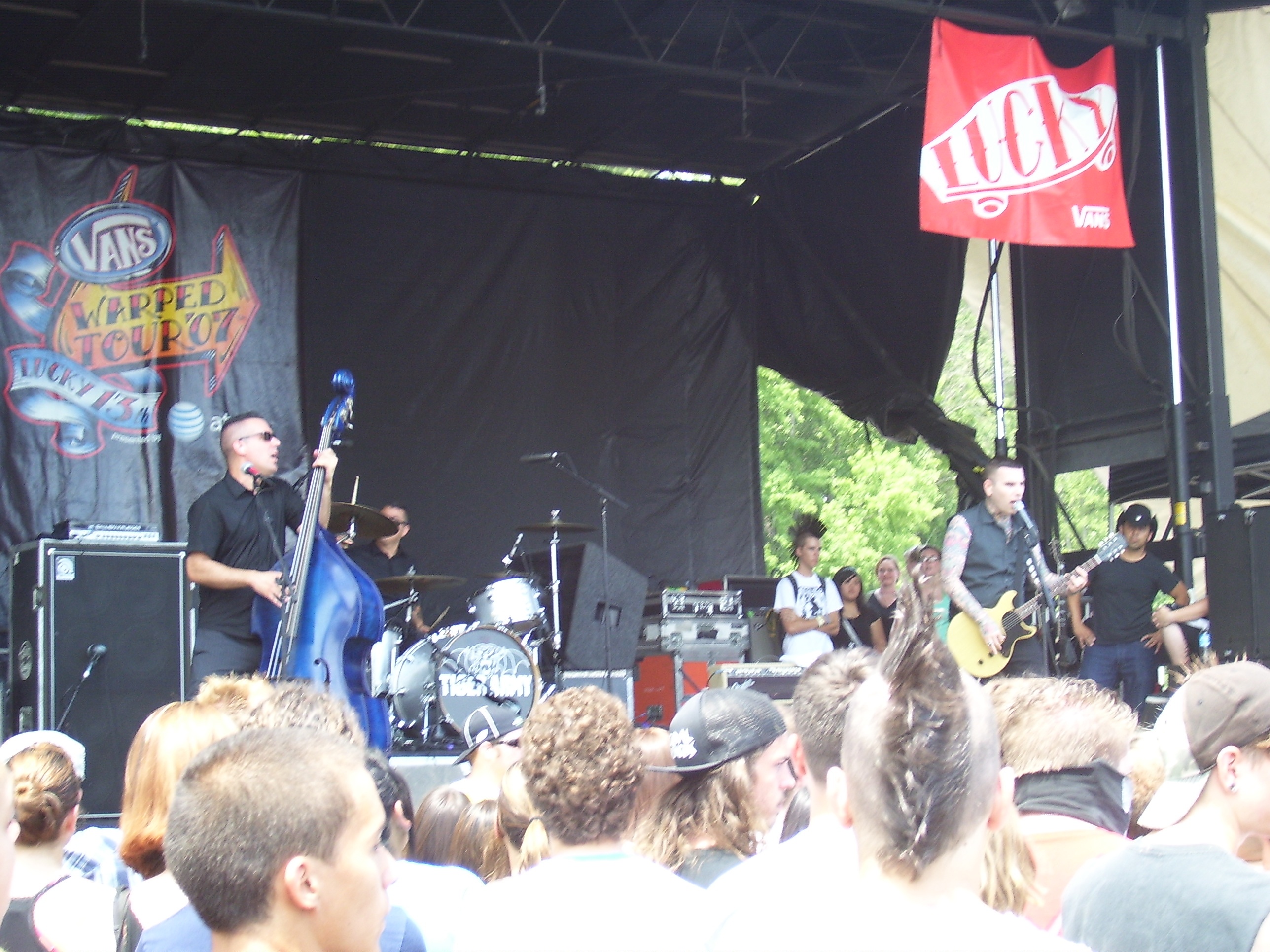
Tiger Army ist eine der bekanntesten amerikanischen Psychobilly-Bands

Anfang der 1990er Jahre verlagerte sich das Zentrum der Szene von Großbritannien auf das Festland. Die Zahl der Anhänger, Bands und Veranstaltungen auf der Insel nahmen rapide ab – gleichzeitig stieg deren Zahl auf dem Festland an. Als Zentrum bildeten sich Holland und Deutschland heraus. Mit dem Auftreten der Band Skitzo Ende der 1980er Jahre kam eine neue Stilrichtung in die Psychobilly-Musik. Einige Bands spielten sehr schnell und verzerrt und der Gesang wurde aggressiver.
Bands dieser zweiten großen Welle waren beispielsweise:
- Nekromantix
- Highliners
- Phantom Rockers
- Reverend Horton Heat

In anderen Ländern, speziell in den USA, waren Psychobilly-Bands bis auf wenige Ausnahmen (Monsters (CH), Quakes (USA), Happy Drivers (F), Brioles (E)) eher eine Randerscheinung und eine Szene wie in Deutschland oder Holland gab es nicht.
Eine Ausnahme bildet Japan. Hier gab es schon Ende der 80er eine aktive Psychobilly-Szene, die jedoch bis auf wenige Ausnahmen (The Falcons) von den Europäern kaum wahrgenommen wurde.
Das alles änderte sich sehr schnell gegen Ende der 1990er Jahre. Psychobilly war plötzlich eine Subkultur mit Bands und aktiven Szenen in Australien (z. B. Fireballs), Brasilien (z. B. Os Catalepticos), Frankreich (z. B. Banane Metallik), der Ukraine (z. B. Mad Heads), Russland (z. B. Meantraitors) und anderen Ländern. Besonders in den USA entstand in den letzten Jahren ein wahrer Psychobilly-Boom (prominentes Beispiel ist Tiger Army).
Das geht so weit, dass die ganz großen Jahres-Top-Festivals, die ursprünglich in England und dann in Deutschland stattfanden, jetzt in den USA stattfinden. Wobei das größte Psychobilly-Festival der Welt, das Satanic Stomp, noch immer alljährlich in Deutschland Anfang April stattfindet.

## Diskographie
Sampler, die einen Überblick über Psychobilly geben, sind z. B.:
- Rockabilly Psychosis and the Garage Disease: Die Anfänge des Psychobilly und seine Wurzeln
- Blood on the cats: Der erste Versuch einer Psychobilly-Compilation
- Stomping at the Klub Foot (Serie): Live-Aufnahmen aus dem legendären Klub Foot, der in den 80er Jahren das Zentrum des Psychobilly war.[8]
- Psycho attack over Europe (Serie): Internationale Compilationserie aus den 80ern

### Wichtige Alben

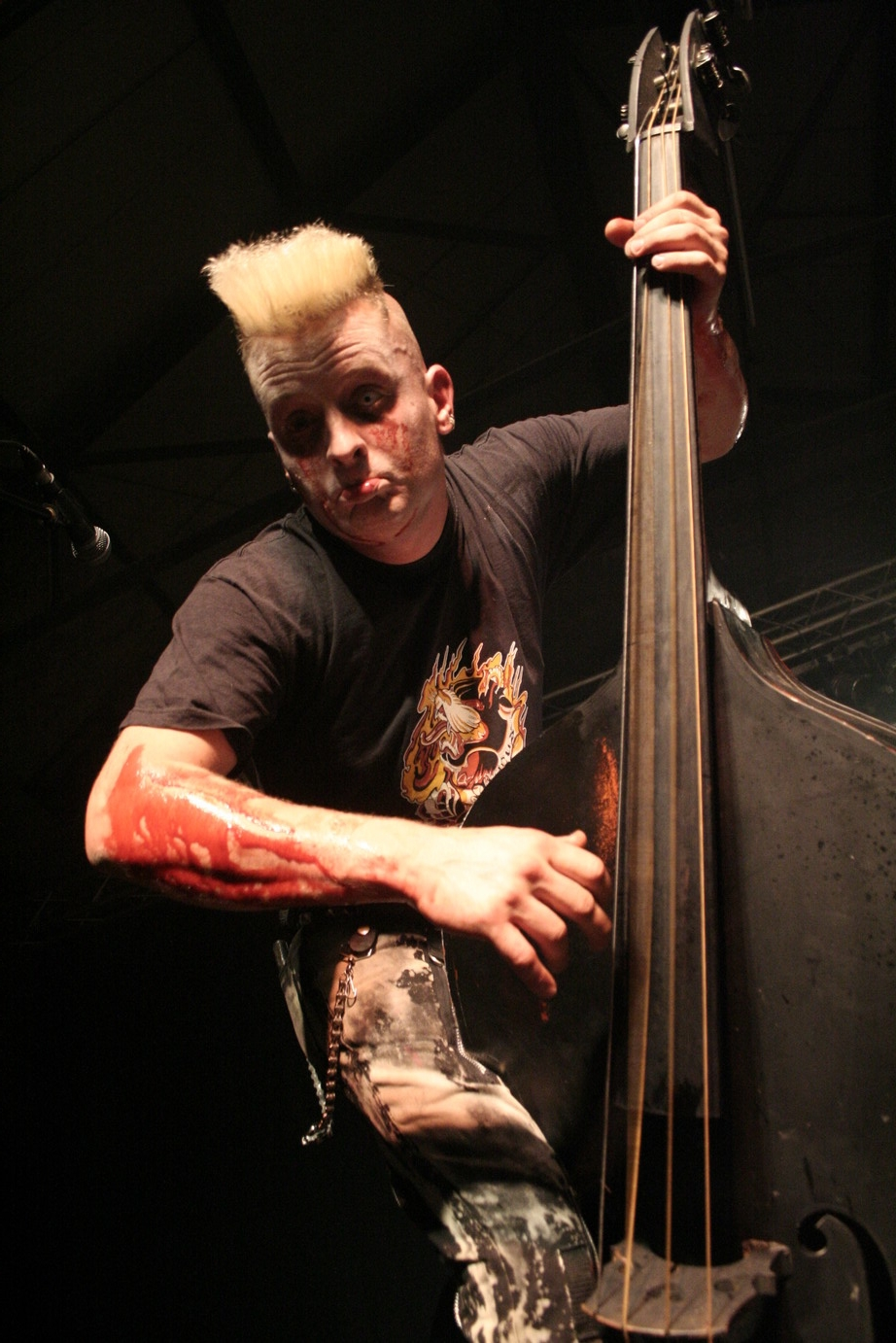
Der Bassist von Demented Are Go

- The Meteors: In Heaven, Wreckin Crew, Teenagers From Outer Space
- The Ricochets: Made in the Shade
- Frantic Flintstones: A Nightmare on Nervous
- Guana Batz: Held Down To Vinyl…At Last!
- Batmobile: Batmobile
- Sting-Rays: Dinosaurs
- The P.O.X.: It's so dark, Voodoo Power
- Sunny Domestozs: Barkin At the Moon, Get Ready For The Getready
- Frenzy: Hall of Mirrors
- Coffin Nails: Ein Bier bitte
- The Vibes: What's Inside?
- Demented Are Go: In Sickness & In Health, Kicked Out of Hell
- Skitzo: Skitzo Mania (Nervous Records, 1987)
- The Swamp Dogs: My True Story, Teenage Werewolf

## Subgenres
- Punkabilly
- Gothabilly
- Surfabilly
- Thrashabilly
- Voodoobilly